# Partido Comunista del Pueblo Andaluz
El Partido Comunista del Pueblo Andaluz (PCPA) es una formación política que constituye la sección del Partido Comunista de los Pueblos de España (PCPE) en la comunidad autónoma de Andalucía, siendo a su vez la más grande y activa de toda España. Tiene presencia en todas las provincias andaluzas. Su actual secretario general es Antonio Zurera Cañadillas, quien también es concejal en el Ayuntamiento de Aguilar de la Frontera.

## Objetivos
El PCPA adapta los objetivos del PCPE a la realidad andaluza, teniendo como objetivo una revolución que permita la toma del poder político por parte de la clase obrera como sujeto central en alianza con otros sectores populares, y la construcción de un orden económico y social que responda a sus intereses. El PCPA concurre a las elecciones no para tomar el poder por esta vía, sino para visibilizar por otro medio más las propuestas comunistas.
Algunas propuestas políticas que giran en torno a diversos ejes: reivindicación de una economía planificada que incluya la Reforma Agraria Integral del campo andaluz, nacionalización de los sectores estratégicos, desmantelamiento de las bases militares, creación de órganos de participación y control obrero o la lucha por una república socialista y de carácter confederal en España.
Para la consecución de estos objetivos, el PCPA reivindica la unidad de todas las luchas en el Frente Obrero y Popular por el Socialismo (FOPS).

## Centros Obreros y Populares
El PCPA cuenta o contaba con los siguientes espacios político-culturales en dos ciudades de Andalucía:
- Asociación Obrera de Investigación y Cultura "Leopoldo del Prado" (Málaga)
- Centro Obrero y Popular "Lina Odena" (Granada)

## Historia

### Primeros años (1985-1995)
El PCPA nace en 1985 a partir de la unión entre militantes de las distintas corrientes marxistas-leninistas (llamadas por la prensa de la época como pro-soviéticas) de Andalucía, que habían abandonado con anterioridad del Partido Comunista de España (PCE) bien voluntariamente o bien tras procesos de expulsión. Inicialmente confluyeron en el llamado "Partido Comunista" o "PC punto". Éste, tras su fusión con el Frente Leninista Andaluz, adoptaría el nombre de Partido Comunista del Pueblo Andaluz o PCPA.
Durante este período, el PCPA asume un papel de liderazgo en las luchas obreras y populares de toda Andalucía. Entre 1986 y 1990 participa en la vida política institucional andaluza como parte de Izquierda Unida (IU), siendo elegidos 4 diputados del PCPA - como parlamentarios de IU - en el Parlamento de Andalucía. El PCPA participó desde 1990 en diversas elecciones autonómicas, alcanzando los 12.000 votos en 1994. También hubo concejales bajo las siglas del PCPA hasta 1995.

### Decadencia (1995-2008)
A partir de este año de 1995 la organización del PCPA sufre un período de fuerte decadencia, hasta el punto de que en 1999 las candidaturas comunistas andaluzas apenas obtienen 200 votos en total en las elecciones municipales de ese año.

### Resurgimiento (Desde 2008)
En 2009 se celebró el VIII Congreso del PCPA en la localidad de Brenes (Sevilla), en el que un grupo fraccional de dicha localidad se hace con la dirección del PCPA. Este grupo era partidario de la Coalición Andalucista y del Foro Sindical Andaluz (FAS) que pretendía incorporarse al Sindicato Andaluz de Trabajadores (SAT). El FAS, compuesto por el grupo de Brenes, elaboró un comunicado que miembros del PCPA y del SAT apuntaron que tenía "fuertes tintes racistas y xenófobos". Finalmente, ni el Comité Central del PCPE ni las organizaciones locales del PCPA aceptaron el documento, la dirección del PCPA se negó a rectificar en su decisión y finalmente el FAS y sus miembros fueron expulsados tanto del SAT como del PCPA. 
Todas las organizaciones del PCPA, excepto las de Brenes y Sevilla capital, eligen una nueva dirección en el IX Congreso del PCPA, celebrado con carácter extraordinario en la ciudad de Málaga. Esta nueva dirección estará encabezada por Gloria Fernández, miembro del Comité Central del PCPE y exconcejal del PCE en el Ayuntamiento de Málaga, además de una destacada activista sindical durante décadas. En el IX Congreso Extraordinario del PCPA se aprobó que las siglas a utilizar serían las de "PCPA-PCPE", reforzando así el carácter propio de la organización en Andalucía y al mismo tiempo la lealtad al proyecto conjunto de todo el PCPE. Desde este IX Congreso, el PCPA-PCPE experimentó un crecimiento significativo. 
Entre el 4 y 5 de julio de 2015 se celebró en Aguilar de la Frontera (Córdoba) el X Congreso del PCPA-PCPE, en el que se renovó la dirección del Partido y se revalidó a Gloria Fernández como Secretaria General.
En 2017 se produce un proceso fraccional en el seno del Comité Central del PCPE, con escaso  impacto en la organización andaluza salvo en pequeños grupos de Sevilla y Málaga. El grupo fraccional rechaza el patrimonio histórico del Partido en Andalucía y sustituye las siglas históricas del PCPA por la denominación de "PCPE Andalucía", para posteriormente llamarse "PCTE Andalucía". Ese mismo año se celebra el XI Congreso del PCPA, en el que se elige como Secretaria General a Rosario Carvajal, militante sindical del colectivo de empleados públicos. Además, se volvió a utilizar desde entonces la denominación única de "PCPA" como siglas del Partido. 
Actualmente el PCPA tiene presencia activa en las ocho provincias de Andalucía, contando además con varios concejales en Aguilar de la Frontera, municipio donde la candidatura apoyada por el PCPA (Unidad Popular de Aguilar) es la segunda fuerza política, solamente por detrás del PSOE.
El PCPA participa todos los años en la Marcha contra la Base Naval de Rota.
Para las elecciones al Parlamento de Andalucía del 2 de diciembre de 2018, el Partido concurre en las 8 provincias andaluzas con las siglas de PCPA.

## Elecciones al Parlamento de Andalucía de 2022
- Partido Comunista de los Pueblos de España se presenta a estas elecciones dividido en dos candidaturas:
  - Partido Comunista de los Trabajadores de España, candidato Antonio Valiente Borrego (número 1 por Sevilla a Elecciones al Parlamento de Andalucía de 2022).
  - Partido Comunista del Pueblo Andaluz, candidato Francisco Sánchez López (número 1 por Sevilla a Elecciones al Parlamento de Andalucía de 2022).

## Resultados electorales

### Elecciones autonómicas
| Año  | Votos   | %     | Escaños |
| ---- | ------- | ----- | ------- |
| 1986 | 598.889 | 17,91 | 19      |
| 1990 | 6.299   | 0,23  | 0       |
| 1994 | 12.078  | 0,34  | 0       |
| 1996 | 7.340   | 0,17  | 0       |
| 2000 | -       |       |         |
| 2004 | -       |       |         |
| 2008 | 2.743   | 0,06  | 0       |
| 2012 | 4.119   | 0,11  | 0       |
| 2015 | 3.528   | 0,09  | 0       |
| 2019 | 6.592   | 0,18  | 0       |

1. ↑  Dentro de IU-CA, 3 de 19 escaños eran del PCPA.